# Малая Горская улица (Сестрорецк)
Ма́лая Го́рская у́лица — улица в городе Сестрорецке Курортного района Санкт-Петербурга. Проходит от Владимирского проспекта до Горского кладбища.
Название появилось в начале XX века. Оно происходит от наименования поселка Горская. Рядом существует Большая Горская улица.
Начального 30-метрового участка не существует, а подъезд к улице осуществляется по дороге от перекрестка Владимирского проспекта и Пушкинской улицы.

## Достопримечательности
- Дом № 32, литера А — дача Фридриха Юльевича Кана, построена в начале 1910-х по проекту архитектора Василия Шауба. Деревянное двухэтажное здание венчает шатровая крыша и украшает башня со шпилем. В интерьерах сохранились оригинальные печи производства Ракколаниокского гончарного завода. В 2020 году даче был присвоен статус объекта культурного наследия[2]. В июне 2024 года стала памятником регионального значения[3].